# Fraccionisme
Fraccionisme va ser el nom donat a un moviment polític d'Angola, liderat per Nito Alves, ex-dirigent del MPLA (Movimento Popular de Libertação de Angola), en el poder des de la independència del país. Aquest moviment es va articular com a dissidència en el si del MPLA, després de la independència d'Angola, en oposició al President Agostinho Neto, i va llançar a Luanda una temptativa de cop d'Estat el 27 de maig de 1977.
El cop va fracassar degut al suport de les FAR (forces cubanes estacionades a Angola), i després d'un breu període de calma en el que tot semblava estar solucionat, es va produir un atemptat contra Agostinho Neto, que va provocar un període de dos anys de persecució sagnant dels seguidors i simpatitzants (reals o imaginaris) de Nito Alves, culminant en milers de morts.

## Antecedents
Nito Alves militava en el MPLA des de 1961. Quan en 1974 es produí la revolució dels clavells a Portugal era el cap militar del MPLA la regió de Dembos, al nord-est de Luanda.
Durant el període del govern provisional es convertí en el líder dels militants del MPLA als musseques de Luanda, on va organitzar els comitès denominats "Poder Popular", que lluitaren durant la guerra civil a Luanda, contra el FNLA (Frente Nacional de Libertação de Angola).
Angola va assolir la independència un any i uns mesos després i segons els fraccionistes el MPLA va desvirtuar els ideals pel que molts havien lluitat. Va haver-hi una seriosa divisió dins el moviment entre els anomenats moderats, al voltant d'Agostinho Neto i Lopo do Nascimento i una facció radical dirigida per Nito Alves, que es va oposar a la predominança dels mestissos i els blancs en el govern.
Segons els radicals els blancs i mulats van tenir un paper fortament desproporcionat en el funcionament del govern d'una nació predominantment negra. Però en aquell moment hi havia negres que formaven part del poder, perquè el president Agostinho Neto va insistir en la tesi de voler implantar a Angola un govern multiracial. Alguns d'aquests funcionaris del govern va veure l'oportunitat de guanyar una major quota de poder, llançant apel·lació obertament racista a les masses, com Nito Alves quan en un míting als afores de Luanda, va dir que Angola només seria veritablement independent quan els blancs, els mestissos i els negres comencin a escombrar els carrers junts.
Nito Alves era considerat per alguns com el segon home del poder després d'Agostinho Neto, i fou nomenat Ministre d'Interior quan el MPLA va formar el primer govern d'Angola. Però el descontentament de Nito Alves l'orientació d'Agostinho Neto a favor dels intel·lectuals urbans mestiços com Lúcio Lara, influent històric i un dels principals ideòlegs del partit, el ministre de relacions exteriors, Paulo Teixeira Jorge, i el ministre de Defensa, "Iko" Carreira, constituí un focus de divisió en el si del Govern.
Aquesta divisió es va tornar més evident quan a la IIIa Reunió Plenària del Comitè Central realitzada a Luanda del 23 al 29 d'octubre de 1976, es decidí la suspensió per sis mesos, de Nito Alves i de José Van-Dúnem, acusats formalment de Fraccionismo per haver intentat la creació d'un segon MPLA.
Com a resultat de la seva suspensío, Nito Alves i José Van-Dúnem van proposar la creació d'un comissió d'investigació, per determinar si hi va haver faccions en el partit i va ser dirigit per José Eduardo dos Santos provocant interrogatoris i la presentació de les seves conclusions sobre les faccions, el que porta a la difusió de la divisió en el si del MPLA.
Cal assenyalar que a causa d'aquesta comissió d'investigació, el mateix José Eduardo dos Santos i el primer ministre de l'època, Lopo do Nascimento, van ser posteriorment acusats de fraccionistes. No obstant això, José Eduardo dos Santos, va ser absolt pel comissari provincial de Lubango, Belarmino Van-Dúnem.
L'esposa de José Van-Dúnem, Sita Valles, amb lligams amb el PCUS obtingudes a través del Komsomol (Комсомол), l'organització soviètica de la joventut, que es remuntava al període en què formà part del Comitè Central de la União dos Estudantes Comunistas, de la que n'era considerada la número 2 després de Zita Seabra, també fou expulsada del MPLA, acusada de ser una agent infiltrada del KGB.
La realització d'una assemblea magna de militants el 21 de maig de 1977 a Luanda, presidida per Agostinho Neto, és el punt de ruptura, s'hi anuncià oficialment l'expulsió de Nito Alves i de José Van-Dúnem.

## Preparació
Nito Alves, després d'haver estat escoltat per la comissió d'investigació el febrer de 1977 va començar a convèncer els seus seguidors que l'acusació de fraccionisme contra ell estava associada a que li intentaven imputar una acusació d'intent de cop d'estat que li buscaven també imputar. Afirmava també que alguns dirigents del MPLA haurien transmès informacions a militants sobre la previsió del seu afusellament en gener d'aquest any.
Va convèncer també els seus seguidors, de que s'estava preparant una depuració de les forces afectes al seu grup i que hi circulaven llistes. En aquest clima de desconfiança generalitzada, creat dintre del MPLA i de la presumpta temptativa d'eliminació física d'alguns dels seus militants, Nito Alves i els seus partidaris van promoure la mobilització de gran part dels membres del MPLA en la seva defensa, amb el suport d'algunes de les organitzacions de masses, d'alguns barris de Luanda (particularment del musseque Sambizanga) i de sectors importants de l'exèrcit.
Els nitistas es van manifestar el 27 de maig de 1977 de forma inequívoca, recolzats per l'exèrcit, contra la línia d'orientació repressiva que pensaven que se seguia i contra el deteriorament de la vida del poble i la manca generalitzada d'aliments, buscant obtenir el suport d'Agostinho Neto en les seves pretensions de depurar l'organització d'aquests elements de l'aliança de les forces maoistes i de dreta per a garantir el aprofundiment de la revolució popular.
Posteriorment es va acusar Nito Alves d'haver orquestrat el cop amb suport d'agents de la CIA.

## El cop
En la matinada del 27 de maig de 1977 Nito Alves, llavors ministre de l'interior sota la presidència d'Agostinho Neto, va liderar un moviment popular de protesta que es va dirigir al Palau Presidencial, per a apel·lar al President Neto que prengués una posició contra el presumpte rumb d'influència Maoista que prenia el MPLA i que retornés a la línia Marxista-Leninista pura.
Virinha i Nandy, dirigents del destacament femení de les FAPLA (Forças Armadas Populares de Libertação de Angola), dirigiren l'assalt a la cadena de São Paulo, on es trobava en visita d'inspecció Hélder Neto, cap de l'INFANAL (Servei d'Informació i Anàlisi), òrgan paral·lel a la DISA (Direcció d'Informació i Seguretat de Angola). Per a intentar impedir l'atac, Hélder Neto allibera alguns presos i els lliura armes per a ajudar-lo a defensar la cadena. No obstant això, Sambala, un cantant popular detingut per delicte comú, l'agafa pels braços quan obre les portes de la cadena per a negociar amb Virinha i Nandy, acabant suposadament suïcidant-se.
Luís dos Passos, l'actual secretari general del Partit Renovador Democràtic, es dirigia en un jeep amb sis militars a prendre Rádio Nacional de Angola, mentre Sita Valles i José Van-Dúnem inciten a la revolta als treballadors dels musseques. Segons o l'ex cap de policia brasiler Cláudio Guerra va relatar al seu llibre Memórias de uma Guerra Suja, l'atemptat amb bomba que va precedir la presa de Rádio Nacional i que va matar la cúpula del MPLA present a la ràdio fou executat per ell i dos policies brasilers més, tots integrants de l'extrema dreta brasilera, que havien estat enviats en missió secreta a Angola.
Saidy Mingas, un dels germans de Rui Mingas, fidel a Agostinho Neto, entrà a la caserna de la Nona Brigada per intentar controlar les tropes, però fou capturat pels soldats i dut amb Eugénio Costa i altres militars contraris a la revolta al musseque Sambizanga, on després foren cremats vius.
Al voltant del migdia el govern, a través d'Onambwe, director adjunt de la DISA, reacciona amb l'ajuda de les tropes cubanes. Els soldats reprenen la cadena i la ràdio i obren foc sobre els manifestants dispersant-los, aixafant el cop. A les 16 hores, la ciutat ja està controlada, i els manifestants s'amaguen. Al musseque de Sambizanga són cremats vius els militars presoners, però aconsegueix escapar il·lès el Comandante Gato. A Ràdio Nacional Agostinho Neto hi va fer un duríssim discurs contra els colpistes.

## La repressió
Aquella nit la DISA va cercar els anomenats nitistes casa per casa, practicant detencions arbitràries i sense proves, tortura i execucions sumàries portades a terme pel Tribunal Militar Especial o Comitè revolucionari, conegut com a Comitè de les llàgrimes. No se sap la data exacta en què va ser detingut Nito Alves, però se sap que va rebre el tret i que es van desfer del seu cos, enfonsant-lo al mar lligat amb pedres. Sita Valles i José Van-Dúnem van ser empresonats el 16 de juny de 1977. En 1978, l'escriptor australià Wilfred Burchett va confirmar que Nito Alves va ser executat, així com Sita Valles, José Van-Dúnem, el Ministre de Comerç Interior, David Aires Machado, i dos alts comandaments de l'exèrcit del MPLA, Jacob João Caetano Monstro Imortal i Ernesto Eduardo Gomes da Silva Bakalof.
Les persecucions duraren vora de dos anys. Els judicis sumaris foren televisades abans dels afusellaments. D'aquesta manera foren exhibides 15.000 persones.